# Rick Meissen
Rick Meissen, né le 24 février 2002 à Amsterdam aux Pays-Bas, est un footballeur néerlandais qui évolue au poste de défenseur central au Sparta Rotterdam.

## Biographie

### FC Utrecht
Né à Amsterdam aux Pays-Bas, Rick Meissen est formé par le club local de l'AVV Zeeburgia (en) avant de rejoindre le FC Utrecht en 2016, où il poursuit sa formation. Il signe son premier contrat professionnel le jour de ses 18 ans, le 24 février 2020. Il est alors lié au club jusqu'en juin 2023,.
Il joue son premier match en équipe première lors d'une rencontre d'Eredivisie, l'élite du football néerlandais, le 13 mars 2022 face au PSV Eindhoven. Il entre en jeu à la place de Djevencio van der Kust et son équipe est battue par un but à zéro.

### Sparta Rotterdam
Le 30 janvier 2023, lors du mercato hivernal, Rick Meissen rejoint le Sparta Rotterdam. Il signe un contrat de trois ans et demi, soit jusqu'en juin 2026.
Il joue son premier match sous ses nouvelles couleurs le 24 février 2023 face à son ancien club, le FC Utrecht, lors d'une rencontre de championnat. Il entre en jeu à la place de Shurandy Sambo et son équipe est battue par trois buts à zéro.
Meissen connait sa première titularisation pour le Sparta le 24 septembre 2023, lors d'une rencontre de championnat face au Vitesse Arnhem. Son équipe s'impose par un but à zéro ce jour-là.